# Federazione di baseball della Cina
La Federazione cinese di baseball (eng. Chinese Baseball Association, CBA) è un'organizzazione fondata nel 1974 per governare la pratica del baseball in Cina.
Organizza il campionato di baseball cinese, e pone sotto la propria egida la nazionale maschile.